# Валнегра
Валнѐгра (на италиански: Valnegra; на ломбардски: Alnìgra, Алнигра) е село и община в Северна Италия, провинция Бергамо, регион Ломбардия. Разположено е на 581 m надморска височина. Населението на общината е 213 души (към 2017 г.).